# Almandin

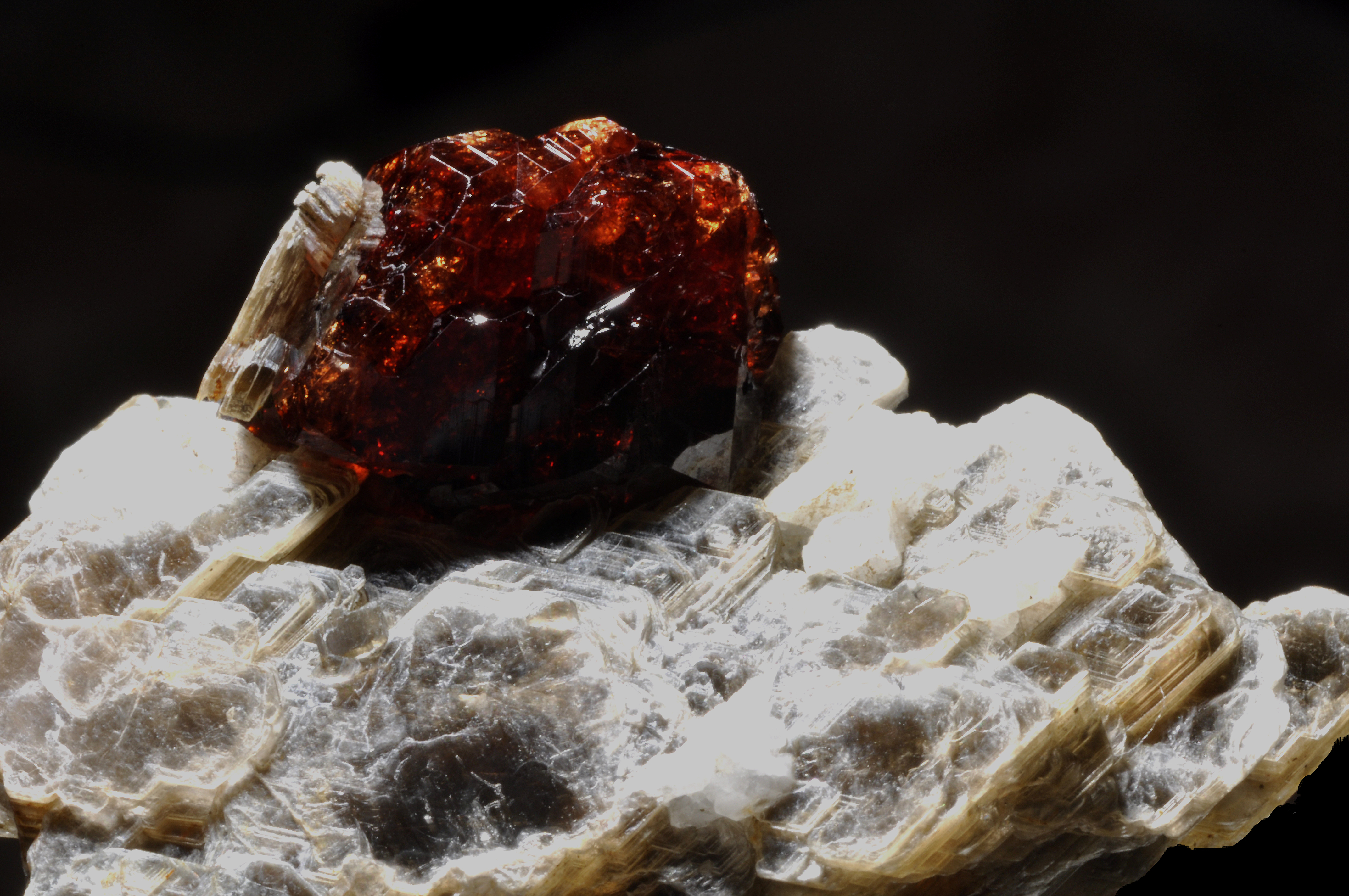
Cristale de almandin pe substrat de mică

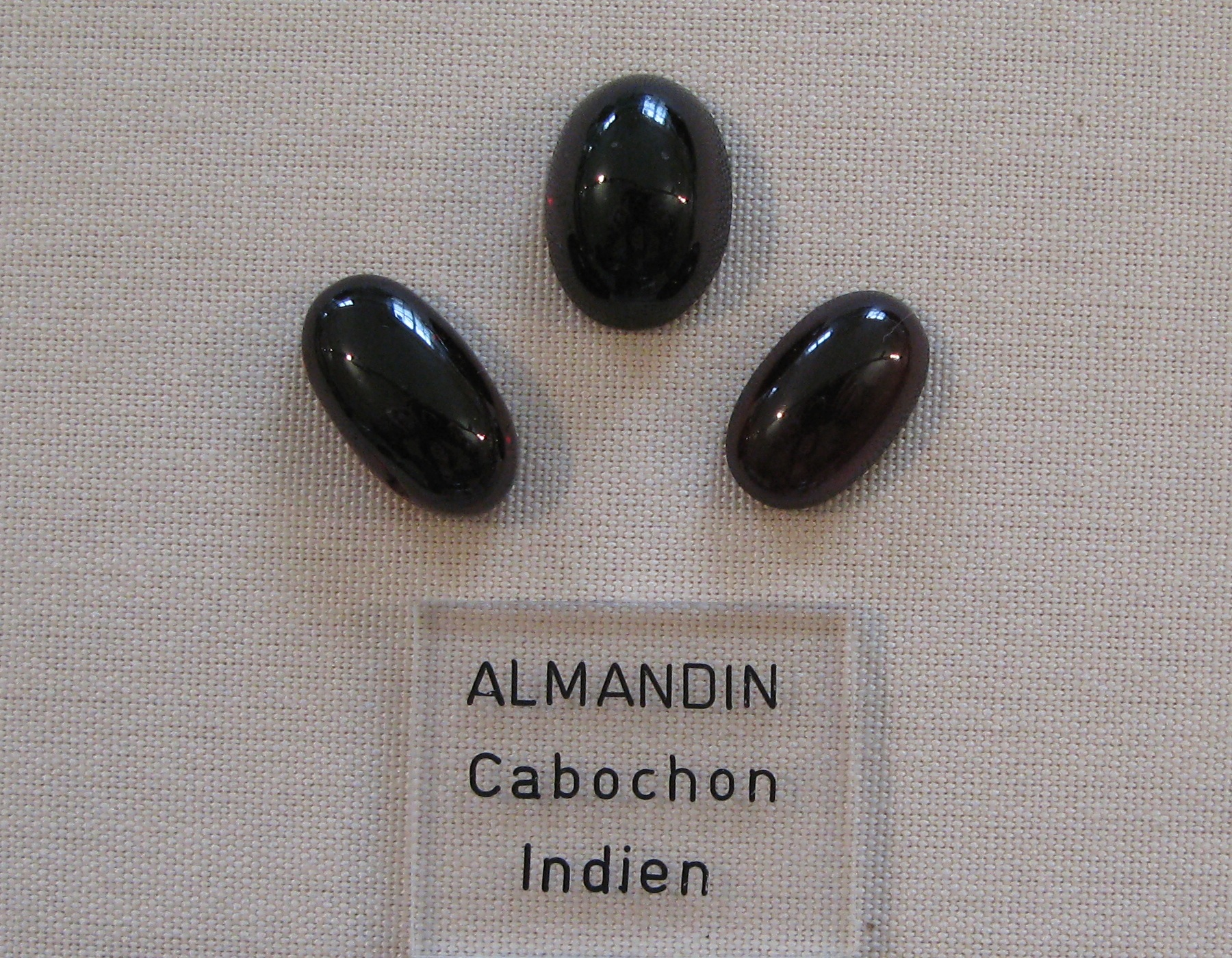
Almandin prelucrat

Mineralul almandin este un granat aluminoferos, de culoare roșie-brună. Formula sa chimică este Fe3 Al2(SiO4)3 cu urme de Ti (titan), Mn (mangan), Mg (magneziu), Ca (calciu).

## Istoric și etimologie
Numele mineralului apare pentru prima dată în anul 77 la Pliniu cel Bătrân care se referă la o piatră găsită în Alabanda, un oraș din Caria, în Asia Mică. De la numele acestui oraș provine denumirea de alamandin, după cum apare în descrierea savantului german Georgius Agricola în anul 1546. 

## Descriere
Cristalizează în sistemul cubic, în forme de dodecaedru romboidal și este foarte răspândit în șisturile cristaline și în aluviuni. În general cristalele pot ajunge la o dimensiune de câțiva centimetri în diametru. Cu toate acestea, au existat cristale gigantice de până la un metru în diametru. Mineralul este transparent până la translucid. Culoarea almandinului variază, de obicei, de la roșu închis spre roșu-violet, dar poate fi, de asemenea, maronie până aproape de negru. 

## Răspȃndire
Almandinul apare în cantități mari în depozite din Sri Lanka. Au fost găsite, de asemenea, depozite în Australia, în Tirol, Africa de Est și Statele Unite.
În România se întâlnește în șisturile cristaline din Carpați și din Dobrogea și în aluviunile formate din erodarea acestor șisturi. In zona Baia de Arges se gasesc cristale de almandin de 2-4 cm.

## Utilizare
Varietatea comună se utilizează ca material abraziv în industrie datorită durității mari, iar varietatea limpede poate fi tăiată și folosită ca piatră semiprețioasă.